# Station Almelo
Station Almelo (afkorting: Aml) werd op 18 oktober 1865 geopend aan de lijn Almelo – Salzbergen.
De eerste steen werd gelegd op 13 mei 1865 door minister Thorbecke. Het emplacement van het station lag deels langs het Overijssels kanaal. In 1881 werd de spoorlijn Zwolle – Wierden – Almelo geopend, en in 1893 werd het eerste gebouw al vervangen door nieuwbouw. Op 1 oktober 1906 werd de spoorlijn naar Mariënberg geopend. In 1907 werd het station grondig verbouwd en kreeg het zijn huidige eilandperron. In 1962 kreeg Almelo zijn derde en huidige stationsgebouw, waarbij het eilandperron behouden bleef. Het ontwerp is van Koen van der Gaast en J.H. Baas. Het station werd in maart 2013 voorgedragen als rijksmonument.
Opmerkelijk is dat de sporen in omgekeerde richting genummerd zijn: spoor 1 ligt niet langs het stationsgebouw. 

## Treinverbindingen
In de dienstregeling 2025 stoppen de volgende treinseries op station Almelo.
| Serie       | Treinsoort         | Route | Bijzonderheden |
| ----------- | ------------------ | --- | --- |
| 1700        | Intercity (NS)     | Den Haag Centraal – Gouda – Utrecht Centraal – Amersfoort Centraal – Apeldoorn – Deventer – Almelo – Hengelo – Enschede | Rijdt na 20:00 uur tussen Enschede en Utrecht Centraal en rijdt dan vanaf Utrecht Centraal door als Intercity 2800 naar Rotterdam Centraal. |
| 7000        | Sprinter (NS)      | Apeldoorn – Deventer – Almelo – Hengelo – Enschede                                                                      | Rijdt in de spits van/naar Enschede |
| 7900 RS 23  | Sprinter (Keolis)  | Zwolle – Almelo – Hengelo – Enschede                                                                                    | Onderdeel van Blauwnet |
| 17900 IC 23 | Intercity (Keolis) | Zwolle – Almelo – Hengelo – Enschede                                                                                    | Onderdeel van Blauwnet. Rijdt alleen op werkdagen overdag en 1x per uur.                                                                    |
| 31000 RS 21 | Stoptrein (Arriva) | Almelo – Mariënberg – Hardenberg                                                                                        | Onderdeel van Blauwnet. 1x per uur, 2x per uur in de brede spits en op zaterdagmiddag.                                                      |

In de zomer van 2009 werd een proef gehouden met een nachttrein tussen Enschede en Schiphol. Deze reed eenmaal per nacht.
Tussen december 2009 en april 2013 reed de 7900-serie niet verder dan station Nijverdal in verband met de aanleg van de Salland-Twentetunnel. De lijn Enschede - Zwolle was geknipt, vanaf station Nijverdal reden bussen naar een tijdelijk station Nijverdal West waar de sprinters naar Zwolle vertrokken. Op 1 april 2013 is deze verbinding hersteld.
De laatste Intercity uit de 1700-serie (richting Den Haag Centraal) rijdt in de late avond niet verder dan Utrecht Centraal. In de avonden rijden sommige NS-sprinters uit de 7000-serie (richting Apeldoorn) niet verder dan Deventer. De laatste stoptrein naar Hardenberg rijdt 's avonds laat niet verder dan Mariënberg.

## Busverbindingen
Het busstation bevindt zich ten noorden van het station en telt 6 perrons. Alle busdiensten in Almelo worden uitgevoerd door Arriva, welke onder de naam RRReis opereert. Vanaf het busstation vertrekken de bussen naar de verschillende Almelose wijken alsmede plaatsen in Twente en het oosten van Salland.
Per 15 december 2024 stoppen de volgende bussen op station Almelo:
| Lijn | Route |
| ---- | --- |
| 21   | Centraal Station → Centrumplein → Ziekenhuisgroep Twente → Windmolenbroek → Centrumplein → Centraal Station |
| 22   | Centraal Station → Centrumplein → Windmolenbroek → Ziekenhuisgroep Twente → Centrumplein → Centraal Station |
| 23   | Centraal Station → Kluppelshuizen → Schelfhorst → Rumerslanden → Sluitersveld → Centraal Station            |
| 24   | Centraal Station → Sluitersveld → Rumerslanden → Schelfhorst → Kluppelshuizen → Centraal Station            |
| 26   | Centraal Station - Centrumplein - Ossenkoppelerhoek - ZGT Almelo                                            |

| Lijn | Route                                                                                  |
| ---- | -------------------------------------------------------------------------------------- |
| 51   | Almelo - Zenderen - Borne - Hengelo                                                    |
| 64   | Almelo - Harbrinkhoek - Geesteren - Tubbergen - Vasse - Ootmarsum - Rossum - Oldenzaal |
| 66   | Almelo - Albergen - Fleringen - Weerselo - Lemselo - Oldenzaal - Losser - Overdinkel   |
| 81   | Almelo - Vriezenveen - Westerhaar - Vroomshoop - Den Ham - Eerde - Ommen               |
| 83   | Almelo - Aadorp - Vriezenveen                                                          |
| 95   | Almelo - Wierden - Notter - Rijssen - Enter - Goor - Diepenheim - Geesteren - Borculo  |
| 98   | Almelo - Bornerbroek - Delden (- Bentelo - Hengevelde - Markvelde - Neede)             |

| Lijn | Route                                                          |
| ---- | -------------------------------------------------------------- |
| 525  | Centraal Station - Centrumplein - Kerkelanden - Aalderinkshoek |

| Lijn | Route                                                                 |
| ---- | --------------------------------------------------------------------- |
| 625  | Almelo Centraal Station - Centrumplein - Kerkelanden - Aalderinkshoek |
| 664  | Denekamp → Tilligte → Ootmarsum → Vasse → Tubbergen → Almelo          |

## Afbeeldingen

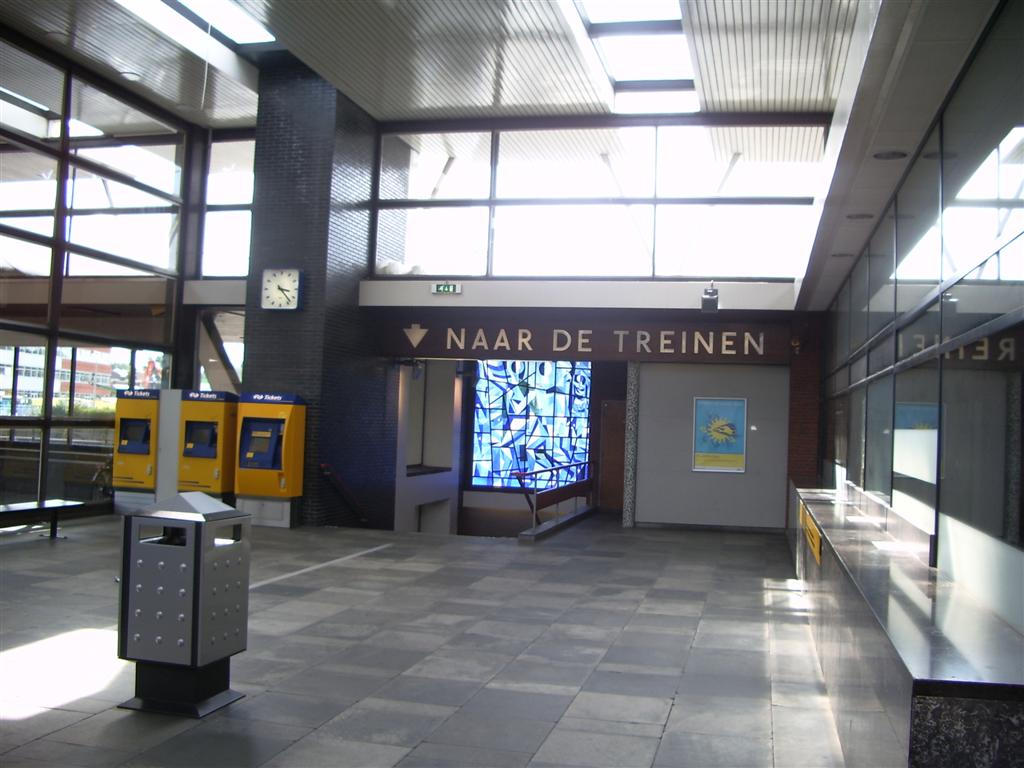
De stationshal
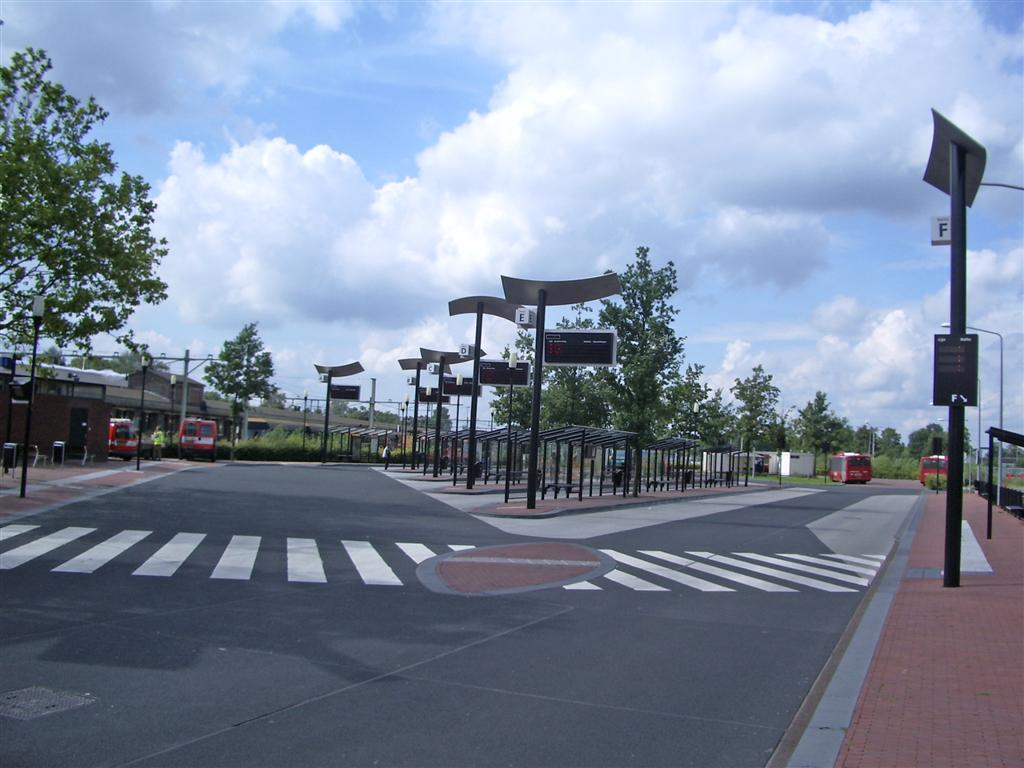
Het busstation
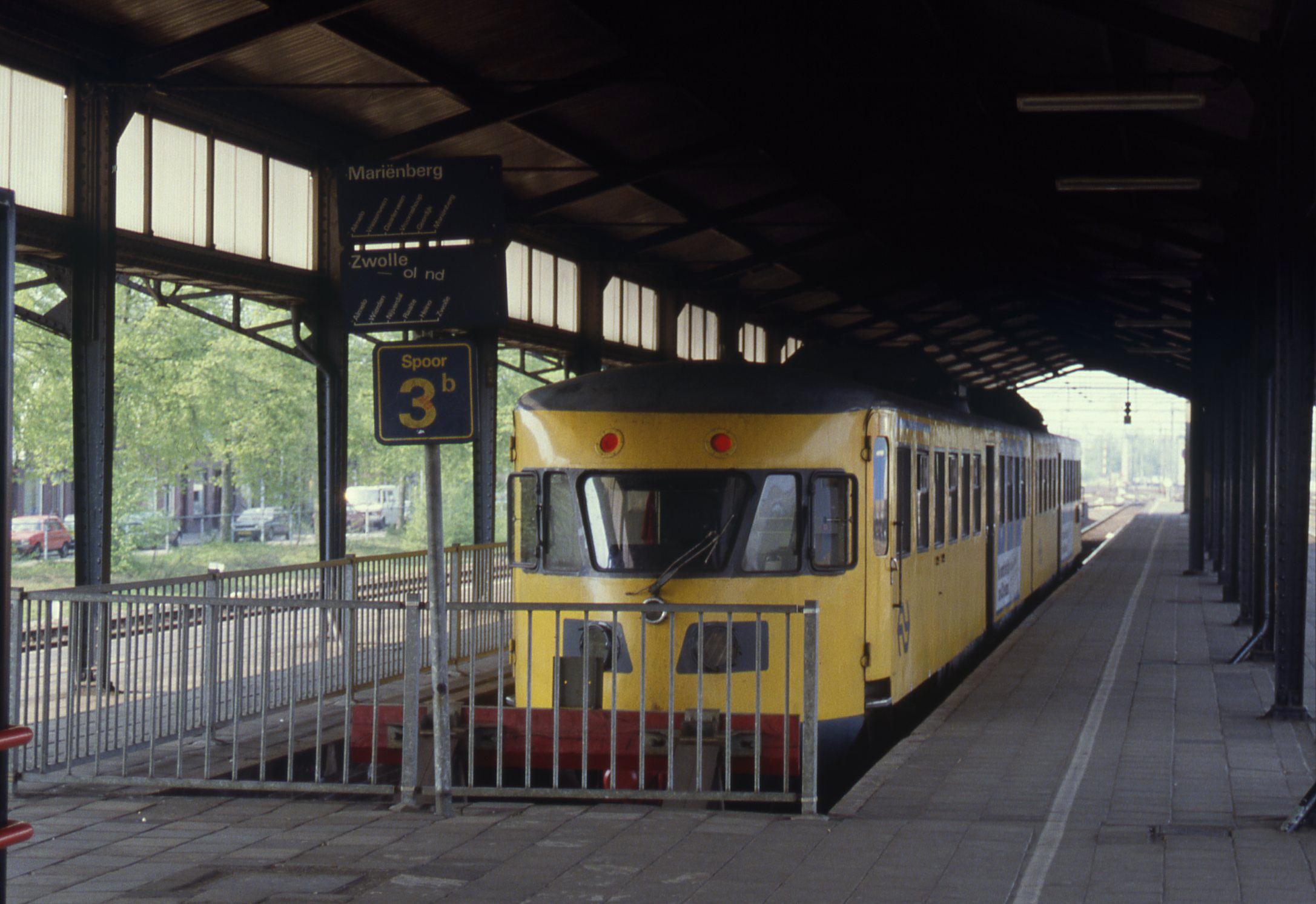
Het zakspoor voor de stoptreinen naar Mariënberg, in 1991
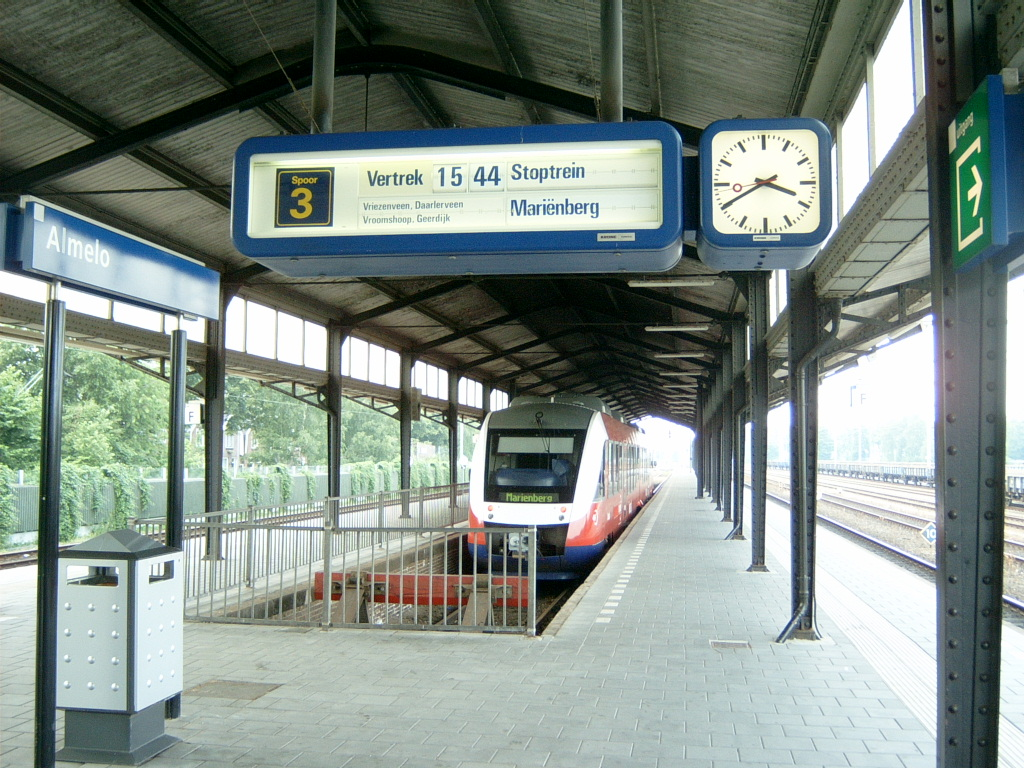
Hetzelfde zakspoor, in 2007
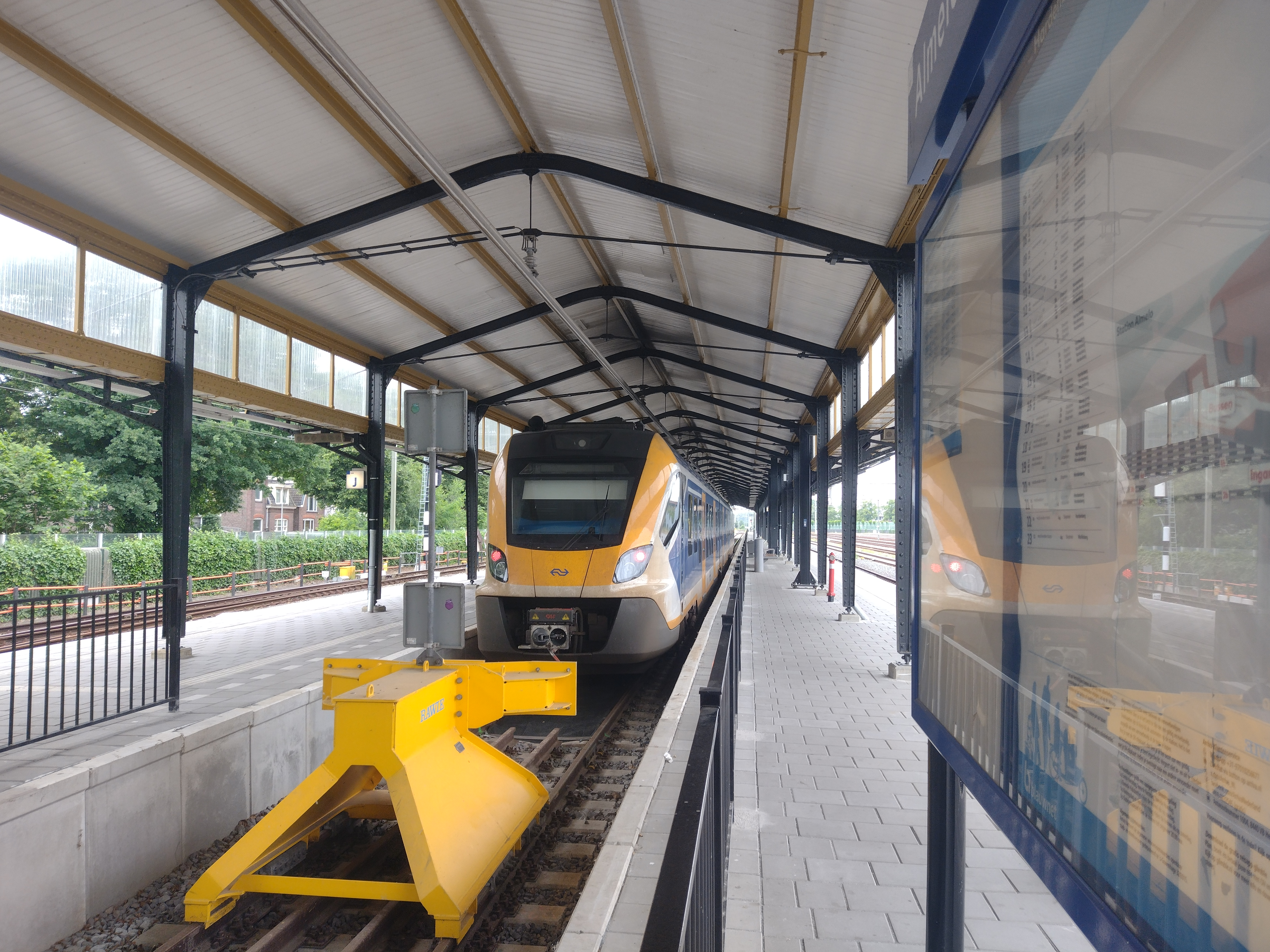
En in 2024
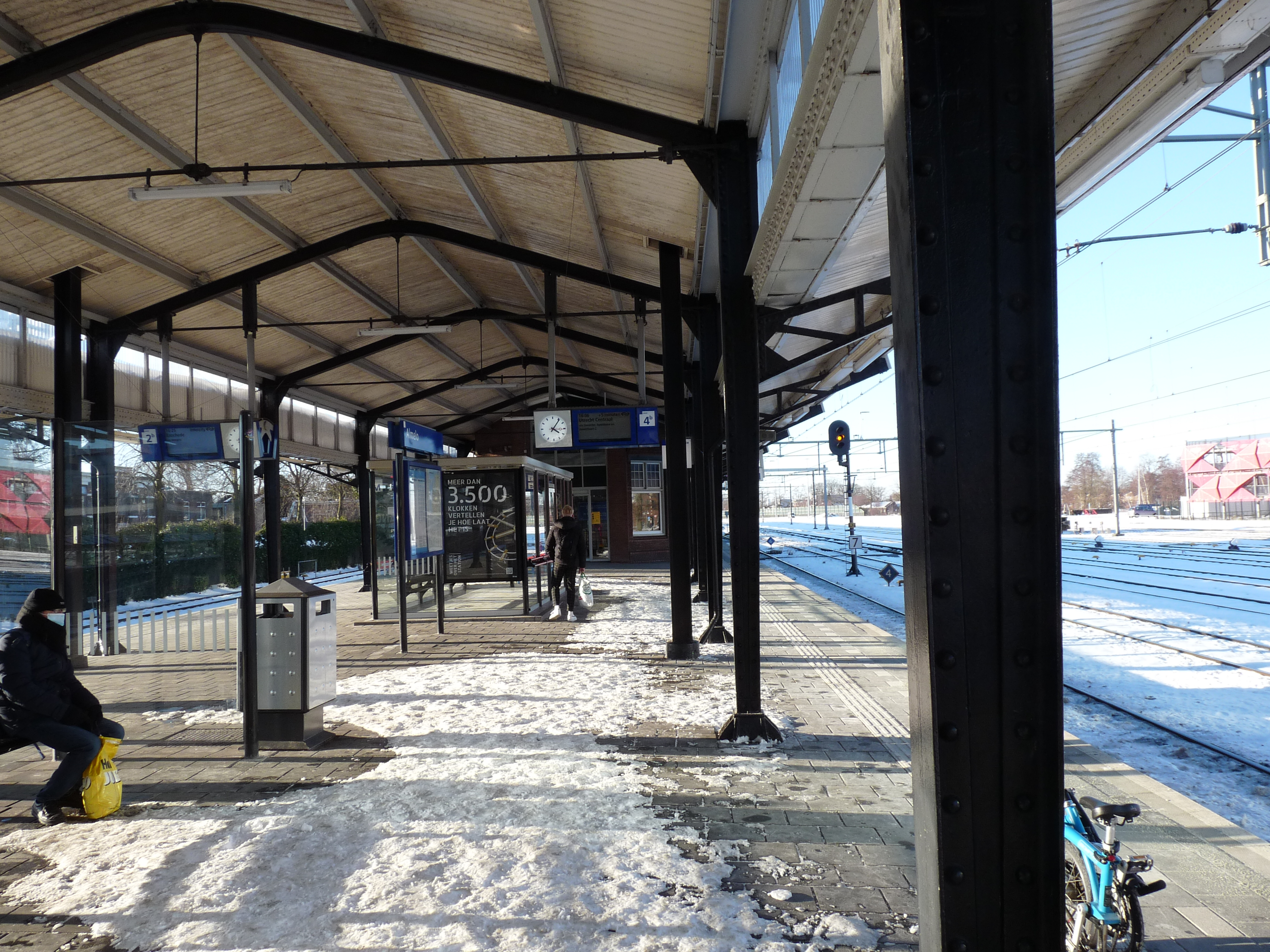
Het station in de sneeuw
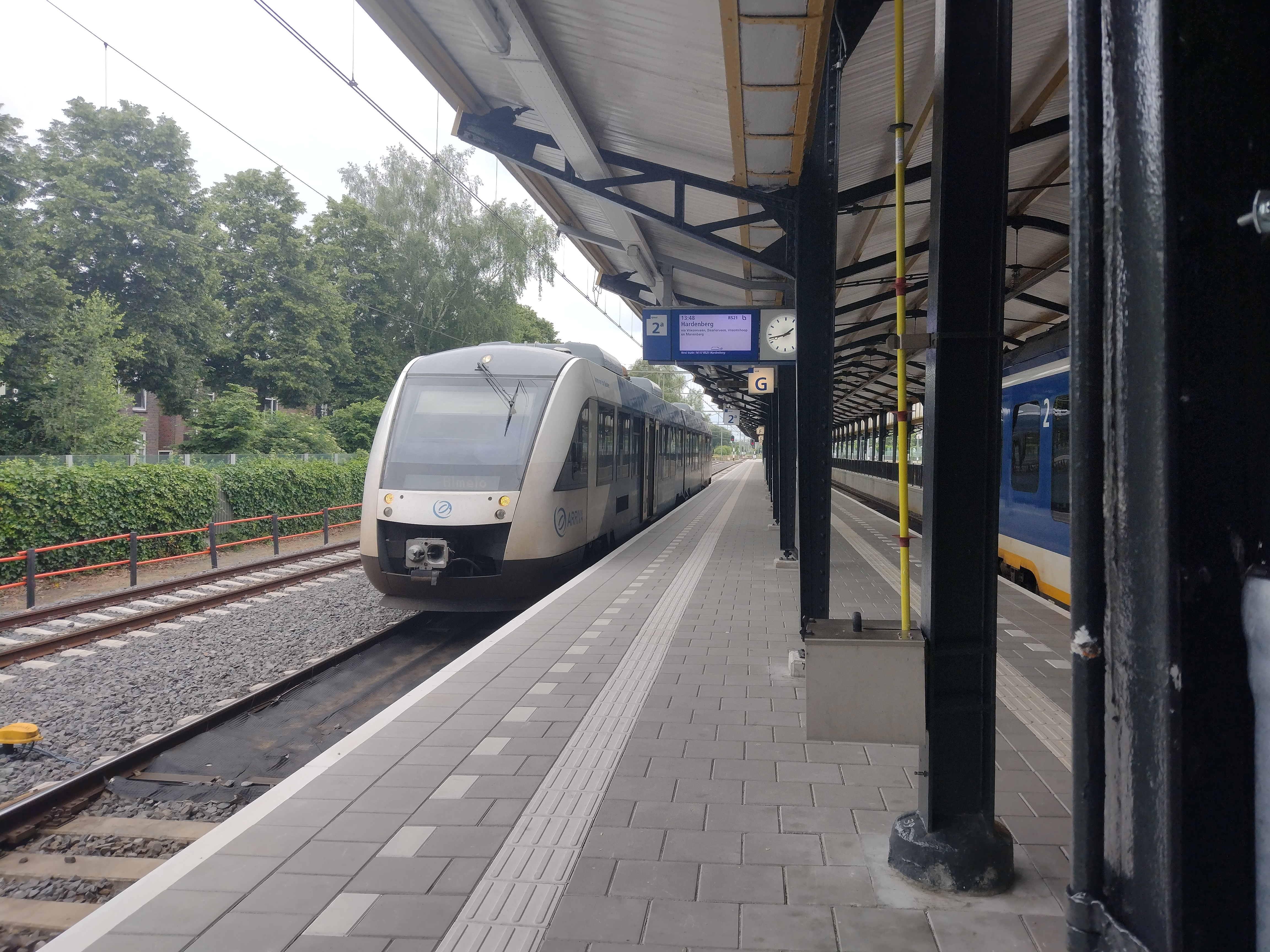
Een Blauwnet Lint-trein op spoor 2

## Ontwikkeling aantal reizigers
Het aantal door NS vervoerde reizigers (per gemiddelde werkdag) ontwikkelde zich sedert 2019 als volgt:
| Jaar  | Aantal reizigers |
| ----- | ---------------- |
| 2019  | 8.150            |
| 2020  | 3.770            |
| 2021  | 4.316            |
| 2022  | 5.825            |
| 2023  | 6.605            |
| 6.544 |                  |